# Elena Furiase González
Elena Furiase González (Madrid, 9 de març de 1988) és una actriu espanyola filla de la cantant i actriu Lolita Flores i l'empresari argentí Guillermo Furiase. Elena Furiase González pertany per via materna a la popular família d'artistes espanyola dels Flores: És neta de Lola Flores (més coneguda com "La Faraona") i d'Antonio González ("El Pescaílla"), i neboda d'Antonio i Rosario Flores. Té un germà petit, Guillermo.

## Televisió
Des de 2007 Elena treballa en la sèrie emesa a Antena 3 El internado, estrenada el 24 de maig, juntament amb Martiño Rivas, Ana de Armas, Yon González, Blanca Suárez, Daniel Retuerta, Luis Merlo, Amparo Baró, Natalia Millán, Marta Torné, Marta Hazas i Carlota García, entre d'altres. En ella interpreta el paper de Vicky, pel qual va guanyar el premi a la millor actriu de l'any en els Premis Jove 2007.

## Cinema
L'any 2008 va interpretar Amalia en El libro de las aguas, d'Antonio Giménez Rico, amb José Sancho, Lolita Flores, Álex González, Fernando Luján, Álvaro de Luna i Jorge Sanz.
El 2010 va participar en la filmació de les pel·lícules La venganza de Don Mendo Rock (en el paper de Jazmín) i Creuant el límit, de Xavi Giménez (en el paper de Sandra).